# Andreas Herrmann (Ökonom)
Andreas Herrmann (* 15. Oktober 1964 in Waldshut) ist ein Schweizer Betriebswirtschaftler, der auch die deutsche Staatsbürgerschaft besitzt. Er ist Leiter der Forschungsstelle für Customer Insight an der Universität St. Gallen.

## Biografie
Herrmann studierte Betriebswirtschaftslehre an der Wissenschaftlichen Hochschule für Unternehmensführung Koblenz (WHU) und wurde 1991 promoviert; 1996 erhielt er die Venia für Betriebswirtschaftslehre an der Universität Mannheim. Ab 1997 war Herrmann Inhaber des Lehrstuhls für Allgemeine Betriebswirtschaftslehre und Marketing an der Universität Mainz. 2001 wechselte er an die Universität St. Gallen.
Er hat in namhaften Fachzeitschriften publiziert, darunter im Journal of Marketing und im Journal of Marketing Research.
Beim Handelsblatt Betriebswirte-Ranking 2009, das die Forschungsleistung von 2100 Betriebswirten in Deutschland, Österreich und der deutschsprachigen Schweiz gemessen an der Qualität der Publikationen seit 2005 analysiert, erreichte er Platz 8.

## Publikationen
- mit Elgar Fleisch, Christoph Franz, Annette Mönninghoff: Die digitale Pille. Eine Reise in die Zukunft unseres Gesundheitssystems. Campus, 2021, ISBN 978-3-593-51369-0.